# Linde van den Heuvel
Linde van den Heuvel (Veghel, 20 september 1986) is een Nederlands actrice en voormalig stand-upcomedian.

## Biografie
Ze is via moeders kant een telg uit de familie Slippens, van Slippens Groothandel in Koloniale Waren, voorloper van Sligro Food Group. Ze heeft een tweelingzus en broer. In haar jeugd wilde ze eigenlijk onderwijzeres worden.
Ze trok in 2006 naar Amsterdam. Van den Heuvel studeerde vervolgens aan de Academie voor Theater en Dans in Amsterdam. In 2010 studeerde ze af. In 2011 kreeg ze de rol van Charlotte in de musical Soldaat van Oranje. Deze rol speelde ze gedurende een periode van twee jaar. Daarnaast acteerde Van den Heuvel in verschillende televisieseries, waaronder Danni Lowinski en Centraal Medisch Centrum. In 2016 was ze te zien in de film De zevende hemel. In 2016 pakte ze de rol van Charlotte weer op in Soldaat van Oranje en speelde deze tot augustus 2017. Tijdens en na haar studie speelde ze nog in diverse andere theatervoorstellingen, zoals Heren van de Thee. Ze maakt deel uit van de groep De Verleiders die onder leiding van Leopold Witte voorstellingen geeft over bijvoorbeeld twijfelachtige handelingen in de bankwereld.

## Privé
Van den Heuvel heeft sinds 2010 een relatie met acteur Hajo Bruins. In 2014 kregen zij hun eerste dochter. Bruins zelf had al drie kinderen uit een eerdere relatie. Met vriend Wouter Zweers baat ze sinds 2018/2019 een café aan de Potgieterstraat uit. Ze hebben het bedrijf de naam gegeven Bar Mimi; een eerbetoon aan actrice Mimi Kok jr.; ze werkt er als er geen toneelwerk is. Zelf omschrijft ze zich als hockeymeisje, speelt in 2023 nog steeds voor Hockeyclub Amsterdam in het Amsterdamse Bos.

## Filmografie
| Rollen     | Rollen                   | Rollen             | Rollen         |
| Jaar       | Productie                | Rol                | Opmerkingen    |
| ---------- | ------------------------ | ------------------ | -------------- |
| 2011       | Soldaat van Oranje       | Charlotte          | Musical        |
| 2013       | Het imperium             | Diana Frangelico   | Bioscoopfilm   |
| 2013       | Danni Lowinski           | Anke Brouwers      | Televisieserie |
| 2014       | Smeris                   | Loes van Lieshout  | Televisieserie |
| 2015       | Bluf                     | Vera               | Televisieserie |
| 2016       | De zevende hemel         | Shanti             | Bioscoopfilm   |
| 2016       | Centraal Medisch Centrum | Willemijn Scheffer | Televisieserie |
| 2017       | Petticoat                | Receptioniste      | Televisieserie |
| 2017–heden | Papadag                  | Merle              | Televisieserie |
| 2020       | De regels van Floor      | verkoper           | Televisieserie |
| 2022       | De Speld Theater         | zichzelf           | Theater        |
| 2025       | De Freek Tapes           | Saskia Vonk        | Televisieserie |